# Са’ад ібн Абу-Ваккас
Са’ад ібн Абу-Ваккас(араб. سعد بن أبي وقاص)-сподвижник пророка Мухамеда, прийняв іслам одним з перших у віці 17 років. Арабо-мусульманський полководець, війська якого завдали вирішальної поразки сасанідській армії в битві при Кадісії, вирішивши в такий спосіб долю арабо-перської війни на користь ісламу.

## Родина
Народився в Мецці 595 року. Його батько належав до клану Бану Зухра, який входив до племені курайшитів.Йому було сімнадцять років, коли він прийняв іслам. Коли матір Са’ада дізналася про те, що він прийняв іслам, вона відмовлялася їсти і пити, але через декілька днів йому вдалося переконати матір повернутися до звичного життя. Був двоюрідним братом Аміни бінт Вахб, матері пророка Мухамеда. У нього було багато дітей, серед яких найвідоміші його сини Умар та Амір та його дочка Аїша.

## Битви
У 614 р. мусульмани вирушали до пагорбів Мекки, щоб відслужити молитву разом з Мухамедом. Неподалік група «невірних» спостерігала за ними. Вони почали знущатись і битися з мусульманами. Са'ад ібн Абу-Ваккас побив язичника і пролив його кров, повідомляючи, що став першим мусульманином, який пролив кров в ім'я ісламу.
Са'ад брав участь у битві при Бадрі. Де його молодший брат Умайр став одним з чотирнадцяти мусульман, які загинули.
У битві при Ухуді Са'ад був обраний стрільцем. Са'ад був серед тих, хто воював на захист Мухамеда після того, як деякі мусульмани покинули свої позиції. Мухамед вшанував його, оголосивши одним із найкращих стрільців того часу.

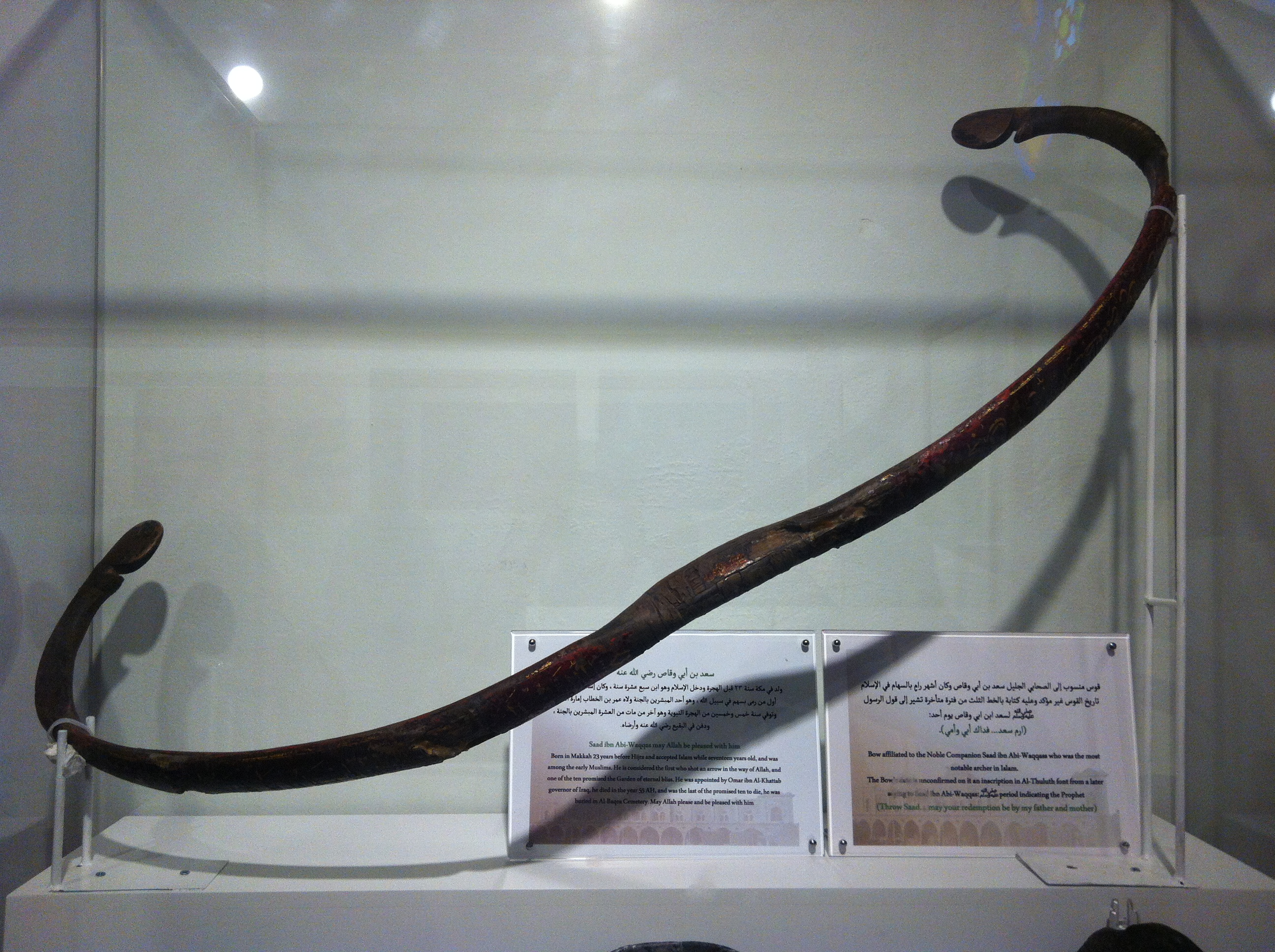
Лук Са'ада ібн Абу-Ваккаса в музеї Медини

Са'ад після смерті пророка Мухамеда і під час правління Умара ібн аль-Хаттаба очолює арабське військо під час битви при Кадісії на початку 637 року. Перське стотисячне військо було розбито 40-тисячним арабським на чолі з Са'адом ібн Абу-Ваккасом. Після битви при Кадісії Са'ад бере участь в облозі Ктесифона. Він відрядив кілька сотень добровольців, які успішно переправились через річку Тигр і перебили ворожі сили, які були застигнуті зненацька. Араби захопили столицю держави Сассанідів Ктесифон. Воєнна здобич мусульман сягнула 900 млн дихремів: кожен араб, який брав участь у поході отримував ганіму в розмірі 12 тисяч дихремів.
Ось, як описує битву арабо-мусульманів на чолі з Са'адом ібн Абу-Ваккасом проти сасанідів при Кадісії Рубель В. А. : 
 «Різанина тривала три дні, але на четвертий день з півдня подув вітер пустелі. Хмари піску засліпили сасанідських вояків, бо дуло їм в обличчя, а арабам — у спину. Перські коні і слони в паніці почали топтати своїх, а мусульмани довершили розгром.» 

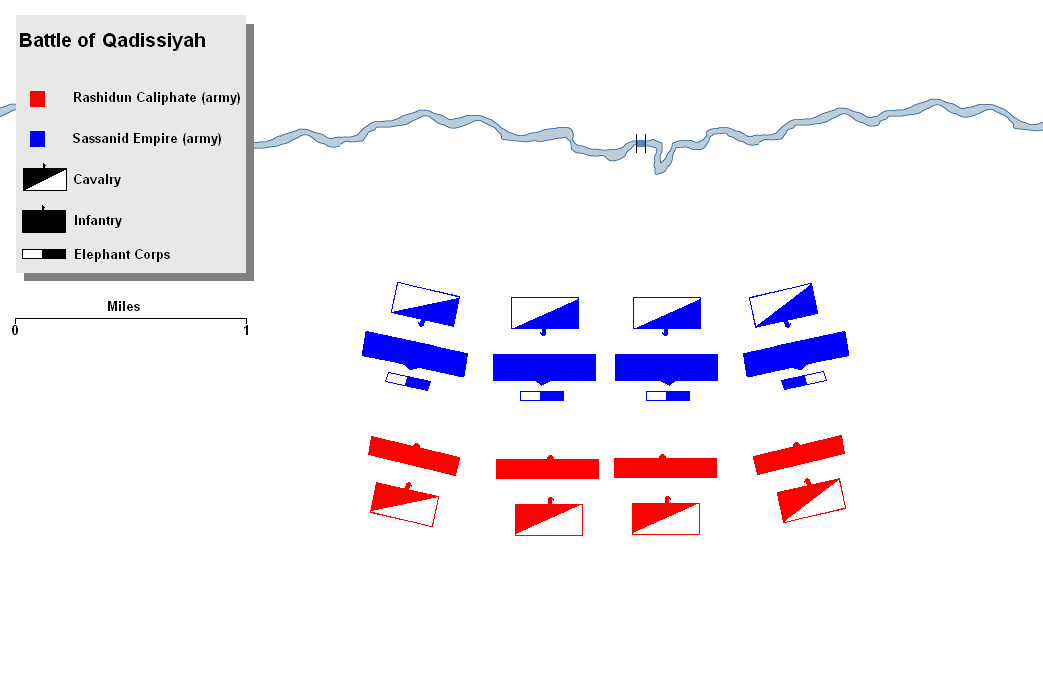
Розташування військ Праведного Халіфата під командуванням Са'ада ібн Абу-Ваккаса і військ держави Сассанідів під час битви при Кадісії

642 року Са'ад ібн Абу-Ваккас був повідомлений про те, що перська армія знову збирається для бойових дій з арабами. Повідомив про це халіфа Умара і взяв участь у битві при Нехавенді.

## Інші досягнення
Са’ад ібн Абу-Ваккас вважається засновником міста Куфа на території сучасного Іраку. У 642 році халіфом Умаром відкликаний з Куфи в Медину.
Був включений вмираючим Умаром в число шістьох вибірників, які обрали халіфом Османа ібн Аффана, при цьому був одним з чотирьох претендентів на місце халіфа.
Він пережив усіх десятьох найближчих сподвижників пророка Мухамеда і помер приблизно в 674 році.